# اگلویسورو
اگلویسورو (به انگلیسی: Eglwyswrw) یک منطقهٔ مسکونی در بریتانیا است که در پمبروکشر واقع شده‌است. اگلویسورو ۷۲۴ نفر جمعیت دارد.